# Noa Argamani

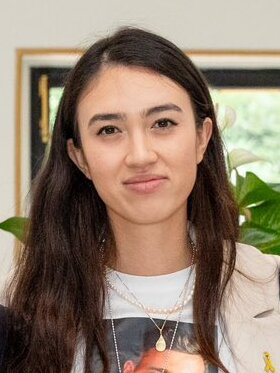
Noa Argamani im August 2024

Noa Argamani  (hebräisch נועה ארגמני; geboren am 12. Oktober 1997 in Beʾer Scheva) ist eine israelische Frau, die am 7. Oktober 2023 von islamistischen Terroristen der Hamas in den Gazastreifen entführt wurde. Durch ein virales Video, in dem sie um Hilfe flehte, während sie auf einem Motorrad entführt wurde, wurde sie zu einem international bekannten Symbol der Geiselnahme. Am 8. Juni 2024 wurde sie durch eine israelische Militäroperation befreit. 

## Leben
Argamani wurde in Beʾer Scheva geboren und wuchs als einziges Kind ihrer Eltern dort auf. Sie hat eine chinesischstämmige Mutter und einen israelischen Vater. Vor ihrer Entführung war sie Studentin an der Fakultät für Ingenieurwissenschaften der Ben-Gurion-Universität im Negev.

## Entführung
Argamani und ihr Partner Avinatan Or nahmen am 7. Oktober 2023 zusammen mit etwa 3000 anderen am Musikfestival in Reʿim teil. Um 6:30 Uhr begann der Überraschungsangriff der Hamas auf Israel, bei dem etwa 3000 Terroristen israelisches Territorium infiltrierten, Militärstützpunkte besetzten und die Kontrolle über viele Siedlungen und Kibbuzim übernahmen. Eine Gruppe von Hunderten von Terroristen griff das Supernova Festival an und ermordete über 300 Menschen. Argamani und ihr Freund flohen und versteckten sich in einem nahegelegenen Wald. Sie kontaktierten die Sicherheitskräfte und warteten stundenlang vergeblich auf ihre Rettung. Stattdessen wurden sie von einer Gruppe Terroristen entdeckt und entführt. Argamani wurde auf ein Motorrad gesetzt, während Or zu Fuß mit vorgehaltener Waffe in den Gazastreifen gebracht wurde.
Ein zum Zeitpunkt der Entführung aufgenommenes Video zeigt Argamani auf dem Motorrad, wie sie verzweifelt um Hilfe ruft. Das Video wurde noch am selben Tag veröffentlicht und weltweit verbreitet. In einer weiteren kurzen Sequenz wurde sie zudem offenbar bald nach ihrer Ankunft im Gazastreifen in einem Haus beim Trinken gefilmt. Ihre schwer krebskranke Mutter bat öffentlich darum, ihre Tochter noch einmal sehen zu dürfen. Im November 2023 betete Argamanis Vater um ihre Freilassung in Cambria Heights am Grabmal von Joseph Isaac Schneersohn und Menachem Mendel Schneerson, zweier Rebbes der Chabad-Bewegung.
Am 14. Januar 2024 erschien ein Video, in dem Noa Argamani und die Entführungsopfer Yossi Sharabi und Itai Svirsky an die israelische Regierung appellierten, sie „nach Hause zu bringen“. Zum Ende der Aufnahme wurde angegeben, dass weitere Informationen zum Schicksal der Geiseln am nächsten Tag folgen würden. In einem am 15. Januar veröffentlichten Video wurden die Leichen der beiden Männer eingeblendet und Argamani erklärte, dass diese bei verschiedenen Luftangriffen getötet worden seien. Deren Tod wurde kurz darauf von israelischer Seite bestätigt, die Darstellung der Umstände jedoch zunächst zurückgewiesen. Nach weiteren Untersuchungen räumte das Militär Anfang Februar 2024 allerdings ein, dass zumindest Sharabi wahrscheinlich doch bei einem Hauseinsturz, der sich infolge der Bombardierung eines Nachbargebäudes ereignet hatte, von Trümmern erschlagen wurde. Die zwei anderen Gefangenen überlebten diesen Vorfall, obwohl sie dabei offenbar ebenfalls verschüttet und verletzt worden waren; Svirsky soll Tage später gezielt von der Hamas erschossen worden sein.
Mitte April 2024 tauchte ein bis dato unbekannter Filmausschnitt vom Tag ihrer Entführung auf, in dem Argamani auf dem Motorrad ein schwarzer Sack über den Kopf gestülpt wurde. Ende Mai 2024 war in einem weiteren Video ihre Stimme zu hören.

## Befreiung
Am 8. Juni 2024 wurden Argamani und drei weitere Geiseln, Almog Meʾir Jan, Schlomi Ziv und Andrej Kozlov, durch die israelische Armee aus dem Flüchtlingslager Nuseirat befreit. Laut dem israelischen Armeesprecher Daniel Hagari handelte es sich um einen Einsatz mitten in einem zivilen Viertel. Die Spezialeinheiten hätten während des gesamten Einsatzes unter Beschuss gestanden. Hamas-Terroristen hätten sich absichtlich zwischen Häusern versteckt, in denen sich auch Zivilisten befanden und hätten auch Panzerfäuste gegen die Truppen eingesetzt. Ein israelischer Offizier, Arnon Zamora, sei bei dem Einsatz gefallen, auf palästinensischer Seite habe es weniger als hundert Todesopfer gegeben. Laut Hamas wurden bei der Militäroperation dahingegen 274 Menschen getötet, darunter 64 Kinder.
Etwa drei Wochen nach der Befreiung erlag Argamanis Mutter ihrem Krebsleiden. Argamani war am 24. Juli 2024 Teil der offiziellen Delegation des Staates Israel in Washington und wurde während der Rede von Premierminister Benjamin Netanjahu dem US-Kongress vorgestellt. Wenig später besuchte sie mit ihrem Vater das Grabmal der Chabad-Rebbes in Cambria Heights. Am 21. August 2024 sprach Argamani vor Diplomaten der G7-Staaten in Tokio und bat die japanische Regierung um Hilfe bei der Freilassung der Geiseln in Gaza. Dabei erinnerte sie an ihren Freund, der weiterhin im Gazastreifen festgehalten wird. Sie korrigierte zudem israelische Medienberichte. Sie sei während ihr Geiselhaft weder geschlagen noch sei ihr Haar abrasiert worden. Ihre sichtbaren Verletzungen seien durch den Einsturz einer Häuserwand infolge israelischer Angriffe verursacht worden. Argamani wurde 2025 vom Time Magazine als eine der 100 einflussreichsten Persönlichkeiten der Welt ausgezeichnet. In der Time-Laudatio, verfasst von Doug Emhoff, dem jüdischen Ehemann der ehemaligen US-Vizepräsidentin Kamala Harris, wird Argamanis Mut hervorgehoben, insbesondere ihr Einsatz für die verbliebenen Geiseln nach ihrer Rettung.